# Municipio de Orange (condado de Noble)
El municipio de Orange (en inglés: Orange Township) es un municipio ubicado en el condado de Noble en el estado estadounidense de Indiana. En el año 2010 tenía una población de 3911 habitantes y una densidad poblacional de 41,73 personas por km².

## Geografía
El municipio de Orange se encuentra ubicado en las coordenadas 41°29′4″N 85°21′55″O / 41.48444, -85.36528. Según la Oficina del Censo de los Estados Unidos, el municipio tiene una superficie total de 93.71 km², de la cual 89.83 km² corresponden a tierra firme y (4.14%) 3.88 km² es agua.

## Demografía
Según el censo de 2010, había 3911 personas residiendo en el municipio de Orange. La densidad de población era de 41,73 hab./km². De los 3911 habitantes, el municipio de Orange estaba compuesto por el 97.85% blancos, el 0.26% eran afroamericanos, el 0.28% eran amerindios, el 0.46% eran asiáticos, el 0.03% eran isleños del Pacífico, el 0.56% eran de otras razas y el 0.56% pertenecían a dos o más razas. Del total de la población el 1.64% eran hispanos o latinos de cualquier raza.